# Yeshe Nyingpo
Yeshe Nyingpo (1631-1694) was een Tibetaans tulku. Hij was de zevende shamarpa, een van de invloedrijkste geestelijk leiders van de karma kagyütraditie in het Tibetaans boeddhisme en van de kagyütraditie in het algemeen.